# Hällsjön (Stöde socken, Medelpad, 692849-154848)
Hällsjön är en sjö i Sundsvalls kommun i Medelpad och ingår i Ljungans huvudavrinningsområde. Sjön har en area på 0,763 kvadratkilometer och ligger 227,2 meter över havet. Sjön avvattnas av vattendraget Hemgravsån (Lycksjöån).

## Delavrinningsområde
Hällsjön ingår i det delavrinningsområde (692944-154747) som SMHI kallar för Utloppet av Hällsjön. Medelhöjden är 268 meter över havet och ytan är 7,98 kvadratkilometer. Räknas de 12 avrinningsområdena uppströms in blir den ackumulerade arean 60,39 kvadratkilometer. Hemgravsån (Lycksjöån) som avvattnar avrinningsområdet har biflödesordning 2, vilket innebär att vattnet flödar genom totalt 2 vattendrag innan det når havet efter 54 kilometer. Avrinningsområdet består mestadels av skog (69 procent). Avrinningsområdet har 0,87 kvadratkilometer vattenytor vilket ger det en sjöprocent på 10,8 procent.